# Świercze (Siedlce)
Pour les articles homonymes, voir Świercze.
Świercze (prononciation : [ˈɕfjɛrt͡ʂɛ]) est un village polonais de la gmina de Zbuczyn dans le powiat de Siedlce de la voïvodie de Mazovie dans le centre-est de la Pologne.
Il se situe à 6 km à l'ouest de Zbuczyn (siège de la gmina), 9 km au sud-est de Siedlce (siège du powiat) et à 94 km à l'est de Varsovie (capitale de la Pologne).
Le village comptait approximativement une population de 40 habitants en 2003.

## Histoire
De 1975 à 1998, le village appartenait administrativement à la voïvodie de Siedlce.

Depuis 1999, il appartient administrativement à la voïvodie de Mazovie